# Margareta Tudor
Margareta Tudor, född 28 november 1489 i Westminsterpalatset i London, död 18 oktober 1541, på Methven Castle i Methven, var en engelsk prinsessa, Skottlands drottning, och senare Skottlands regent under sonen Jakobs omyndighet 1513–1514. Hennes äktenskap med Skottlands kung Jakob IV var ämnat att skapa fred mellan de två länderna Skottland och England som länge legat i fejd. Detta misslyckades dock och kungen dödades i slaget vid Flodden. Margareta orsakade sedan skandal genom att mot sin brors önskemål gifta om sig med earlen av Angus, och sedan söka skilsmässa från denne.
Margaretas barnbarnsbarn, Jakob, kom att bli den kung som förenade Skottland och England, trots att hon själv och hennes ättlingar uteslöts från den engelska tronföljden av Margaretas bror, Henrik VIII av England.

## Barndom och uppväxt
Margareta var dotter till Henrik VII av England och Elizabeth av York. Som förste kung tillhörande en ny ätt, huset Tudor, var Henrik VII mån om att befästa sin makt genom förnäma och politiskt gynnsamma äktenskap för sina familjemedlemmar. Man undersökte flera möjligheter till äktenskap för Margaretas räkning, bland annat i Frankrike, men fastnade slutligen för en trolovning med Jakob IV av Skottland, ett äktenskap som Henrik VII hoppades skulle befästa en ömsesidigt gynnsam fred. Bröllopet ägde rum i Richmond Palace den 25 januari 1502, och Margareta vigdes då vid den skotske kungen genom ombud: Jakob representerades av earlen av Bothwell.
De källor som beskriver Margareta vid denna tid ger en bild av en liten, spenslig flicka, något omogen för sin ålder, med blå ögon och långt, ljust kastanjefärgat hår. Hon ska ha talat franska och lite latin, och fört sig mycket väl i samband med att hon mottog utländska ambassadörer som kom för att gratulera henne vid trolovningen.
Margareta älskade kläder och drottning Elizabeths räkenskaper under dotterns sista år hemma visar att Margareta skaffade sig en fantastisk utstyrsel inför sin resa till Skottland. Detta trots att hela hovet anlagt sorg efter att Margaretas äldsta bror, Artur, prins av Wales, avlidit. Det framgår också av räkenskaperna att Margareta köpte flera instrument, samt tog danslektioner.
Ytterligare en sorg drabbade den unga drottningen av Skottland före hennes avresa, i det att hennes mor, Elizabeth av York, avled i barnsäng våren 1503. Margaretas nyfödda syster avled också.

## Drottning
| Margareta, drottning av Skottland. Porträtt av Richard Burchett. |  | Margaretas förste make, Jakob IV av Skottland. Porträtt av okänd konstnär. |
| Margareta, drottning av Skottland. Porträtt av Richard Burchett. |  | Margaretas förste make, Jakob IV av Skottland. Porträtt av okänd konstnär. |

### Äktenskap med Jakob IV
Henrik VII och hans mor lady Margaret Beaufort följde Margareta till York inför hennes resa till Skottland. Hennes make, Jakob IV, mötte henne sedan på vägen, och tillsammans red de in i Edinburgh på en häst. Margareta höll sig fast i sin make medan hon red bakom honom i sadeln, den 6 augusti 1503. Bröllopet stod den 8 augusti samma år. Bröllopsfestligheterna var praktfulla och festligheterna varade i många dagar. Drottningen firades och överöstes med gåvor av sin make. Margaretas ungdom gör sig dock påmind i det brev som skrev hem till sin far: "Jag önskar att jag vore hos Ers Nåd nu, och många gånger framöver".
Jakob IV var en stilig och populär kung som älskade fester och vackra damer, samtidigt som han var varmt troende och drömde om att genomföra en pilgrimsfärd till Jerusalem. Han använde delar av Margaretas hemgift på 10 000 pund till att inreda vackra våningar åt henne i sina favoritslott i Edinburgh och Stirling, och till dyrbara presenter åt sin hustru. Detta hindrade honom dock inte från att samtidigt upprätthålla förbindelser med flera älskarinnor, varav han även fick barn med några. Några av kungens oäkta barn fanns på plats när Margareta först kom för att bosätta sig i Skottland, och det var först på hennes enträgna begäran som kungen lät skicka bort dem.

### Barn
Den 21 februari 1507 födde Margareta en son som fick namnet James. Denne pojke avled dock ett år senare, då drottningen var gravid med ännu ett barn, en flicka som även hon avled. År 1509 blev Margareta gravid igen och födde en son som döptes efter drottningens äldste bror Arthur. Dessa tätt följande graviditeter, och barnens död, tärde på Margaretas hälsa och hon var ofta trött och sjuk under denna tid. Detta innebar att hon bara tillfälligtvis orkade engagera sig i de konflikter som utvecklades mellan hennes make och hennes far. Äktenskapet mellan Margareta och Jakob IV, som varit ett rent resonemangsparti och dessutom påverkats av kungens ständiga utomäktenskapliga affärer, beskrivs ändå som präglat av en varm känsla mellan makarna.
Av alla de barn som föddes i äktenskapet med Jakob IV var det endast ett som levde till vuxen ålder, nämligen Jakob V:
- James, hertig av Rothesay (21 februari 1507, Holyrood Palace – 27 februari 1508, Stirling Castle)[14]
- Dotter (avled vid födseln 15 juli 1508, Holyrood Palace)[11]
- Arthur, hertig av Rothesay (21 oktober 1509, Holyrood Palace – 14 juli 1510, Edinburgh Castle)[12]
- Jakob V (10 april 1512, Linlithgow Palace – 14 december 1542, Falkland Palace)[15]
- Dotter (avled strax efter födseln november 1512, Holyrood Palace)[15]
- Alexander Stewart, hertig av Ross (30 april 1514, Stirling Castle – 18 december 1515, Stirling Castle)[16]

### Gränsstrider och regentskap
Gränslandet mellan England och Skottland hade länge varit utsatt för gränsstrider och tvister mellan markägare, och dessa trappades upp då det politiska läget i Europa innebar att den gamla alliansen mellan Skottland och Frankrike på nytt blev aktuell vilket ledde till spänningar mellan Henrik VII och Jakob IV. Margareta försökte under denna tid vara lojal mot sin far, utan att brista i lydnad och respekt mot sin make, en balanskonst som visade sig svår. Den 21 april 1509 avled Margarets far, Henrik VII, vilket innebar att Margareta blev engelsk tronarvinge i och med att hennes bror Henrik VIII övertog den engelska kronan.
Margaretas liv som drottning av Skottland kom i hög grad att påverkas av beslut som fattades av hennes bror, Henrik VIII, den engelska kungen. Han kastade sig in i den europeiska politiken i syfte att öka sin makt och rikedom, och gifte sig med sin brors änka, Katarina av Aragonien. Med Katarinas hjälp knöt han allianser med furstar på kontinenten, där den politiska utvecklingen, och svikna allianser mellan furstarna, ledde till att Henrik VIII själv kom att leda en armé till Frankrike. Under Henriks frånvaro anföll Margaretas make Jakob IV England norrifrån. En engelsk armé ansamlad under Katarina av Aragoniens regentskap besegrade den skotska armén i slaget vid Flodden 1513, där en tredjedel av den skotska adeln utplånades. Jakob IV stupade, och Katarina av Aragonien hämmades inte av några familjehänsyn, utan lät skicka den fallne kungens blodiga kappa som en segertrofé till sin make i Frankrike. Då Jakob IV dödats blev sonen Jakob V kung. Eftersom han bara var ett barn utnämndes Margareta till regent och kungens förmyndare.
Henrik VIII ville därpå skapa en allians med sin gamla ärkefiende Frankrike, och i syfte att uppnå detta giftes Margaretas syster Maria bort med den franske kungen, Ludvig XII. Denne avled dock kort därpå och efterträddes av sin svärson Frans I av Frankrike.

## Regentskap, senare levnad och död

### Andra äktenskapet och regeringskris

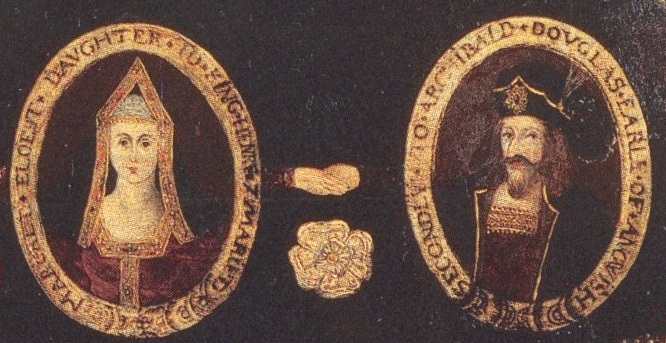
Margareta tillsammans med sin andre make, Archibald Douglas, 6:e earl av Angus

Margareta var gravid vid tiden för makens död, och hon födde senare en son, Alexander, som fick titeln hertig av Ross. Margareta blev förmyndare för sina söner, och regent för sin då ettårige äldre son, och inledningsvis lyckades hon ta över styret i Skottland med stöd från både de skotska lorderna och parlamentet. Då hon följande år gifte sig med Archibald Douglas, 6:e earl av Angus blev dock detta startskottet för dramatiska konflikter, främst mellan ätten Douglas och ätten Hamilton, vilket ledde till att falanger bildades som försökte störta varandra. Margareta främjade på alla sätt sin nya makes familj, bland annat trotsade hon påvens utnämning av diplomaten Andrew Forman till ny biskop av St. Andrews, och utsåg själv istället sin makes farbror, Gavin Douglas, till ny biskop. Till följd av detta förlorade Margareta parlamentets förtroende, och de valde att kalla John Stuart, 2:e hertig av Albany till Skottland, från Frankrike där han vuxit upp, för att han skulle överta både regentskapet och förmyndarskapet för Margaretas två söner. Albany var kusin till Jakob IV och därmed tronarvinge efter den lille kungen och hans yngre bror.

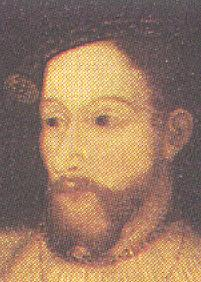
Jakob V av Skottland, Margaretas äldste överlevande son

Albany såg som sin första uppgift att överta vårdnaden av barnen. Margareta flydde till Stirling Castle där hon ämnade ta till vapen för att försvara sina barn. Albany belägrade slottet, och efter en tid tvingades Margareta att sträcka vapen och överlämna sina söner till Albany. Margareta fick tillstånd att dra sig tillbaka till sitt slott i Linlithgow, och därifrån flydde hon över gränsen till England. Hennes make, Angus, valde att vända kappan efter vinden och strax återvända till Skottland. Väl i England sände Margareta skrivelser till sin bror Henrik VIII och till övriga hov i Europa där hon beskrev hur illa hennes drottningvärdighet kränkts av hertigen av Albany, och internationellt uttrycktes stor harm över hur Albany, och den franske kungen som understödde honom, behandlat den skotska änkedrottningen. Medan Margareta befann sig i England födde hon en dotter, lady Margaret Douglas, som senare kom att bli grevinna av Lennox och mor till Henry Stuart, lord Darnley.
Under änkedrottningens frånvaro dog den unge Alexander, hertig av Ross, ett faktum som Margareta skyllde på vanvård från Albanys sida. Vissa källor hävdade även att Albany mördat pojken och ämnade göra detsamma med hans bror, den unge Jakob V. Paralleller drogs till Rikard III och prinsarna i Towern. Behandlingen av Margareta ledde till att den politiska relationen mellan England och Skottland, och därmed även mellan England och Frankrike, försämrades till den grad att det var nära att krig utbröt. Albany kallades då tillbaka till Frankrike. Margareta kunde återvända till Skottland 1517, under Albanys bortavaro, och flera av de inkomster som förnekats henne av det skotska parlamentet under hennes vistelse i England återställdes till henne.

### Åter i Skottland
Tillbaka i Skottland upptäckte Margareta att hennes make, earlen av Angus, öppet levde tillsammans med en älskarinna, och att han dessutom gjorde det med hjälp av de hyror han krävt in i hustruns namn från de ägor som tillkom henne som änka efter kung Jakob IV. I brev till sin bror, Henrik VIII, uttalar Margareta sin vrede över hur Angus behandlar henne, och hon antyder till och med att hon kan tänka sig en skilsmässa som en möjlig lösning. Henrik motsatte sig detta av moraliska och religiösa skäl, vilket kan framstå som paradoxalt med tanke på kungens egen framtida äktenskapshistoria.
Margaretas motvilja gentemot maken blev allt starkare, till viss del på grund av att hans älskarinna, lady Jane Stewart, födde honom en oäkta dotter, men främst på grund av att Angus med en äkta mans rätt till hustruns ägodelar lade beslag på änkedrottningens samtliga inkomster för sin och älskarinnans omkostnader, medan Margareta tvingades leva på medel hon tiggde till sig av sin bror. I brev till brodern beskriver hon hur hon tvingas pantsätta sina ägodelar för att ha råd att leva och hon skriver att hennes make "orsakat mig mer ont än jag vill förmå en av mina tjänare [Margareta använde sig av skrivare] låta Ers Nåd få veta ... Jag är nu så stämd att jag skulle vilja låta skilja mig från honom, vilket både Gud och min heder lagligen skulle tillåta, ty jag vet väl att han inte älskar mig, vilket han också dagligen låter visa".
När Margareta återvände till Skottland hade hon lovats umgänge med sin son, men eftersom de skotska lorderna misstrodde henne fick hon bara träffa kungen under strikt kontroll. Hon fick heller ingen hjälp vad gällde de ekonomiska bekymmer hennes man förvållade henne och i brev klagade hon till sin bror över lordernas illvilja: "Jag skulle hellre vara död än leva bland dem". Henrik VIII, som vid det här laget blivit far till en oäkta son med älskarinnan Bessie Blount, ansåg att Margareta borde finna sig i makens snedsteg och tog öppet ställning för Angus i konflikten mellan makarna.
Margareta lät sig motvilligt övertalas att åtminstone utåt försöka återförenas med sin make. När hertigen av Albany återvände till Skottland 1521 ingick dock Margareta en vänskapsallians med honom, för att skaffa sig en bättre bas för att öka sin självständighet gentemot sin make. Angus valde då att tillsammans med sin älskarinna gå i exil till Frankrike.

### Åter till makten, tredje äktenskapet och död
Med franskt stöd i ryggen bestämde sig Albany för att försöka sätta punkt för de ständiga gränsstriderna genom att samla en skotsk armé vid den engelska gränsen. Henrik erbjöd då den skotske regenten ett femårigt fredsavtal och antydde en möjlighet till ett äktenskapskontrakt mellan Jakob V och hans kusin, Henriks dotter Maria. Därmed skulle Margareta genom sin son kunna utgöra den länk mellan de båda kungarikena som hennes äktenskap som trettonåring ursprungligen åsyftat. Albany sade dock nej till ett sådant äktenskap, vilket gjorde honom impopulär i Skottland. Henrik lät då sin armé gå in i Skottland och bränna byar i gränstrakterna. Detta ledde till att även Margareta förlorade sin popularitet, då hon sågs som systern till den tyranniske engelske kungen. En serie slag mellan de engelska och skotska arméerna ledde till skotsk förlust, varpå hertigen av Albany valde att lämna Skottland för gott.
Efter Albanys avfärd tog Margareta åter över regeringstyglarna i Skottland, och hon skrev till Henrik VIII att hon hade för avsikt att få sin son myndigförklarad så att ytterligare regentskap skulle kunna undvikas. När Angus fick veta detta åkte han omedelbart till England där han inför Henrik lyckosamt argumenterade för att han som man skulle kunna samla de skotska klanerna bakom sig och se till att tronen säkrades åt ätten Stuart fram till dess Jakob V myndighetsförklarades.

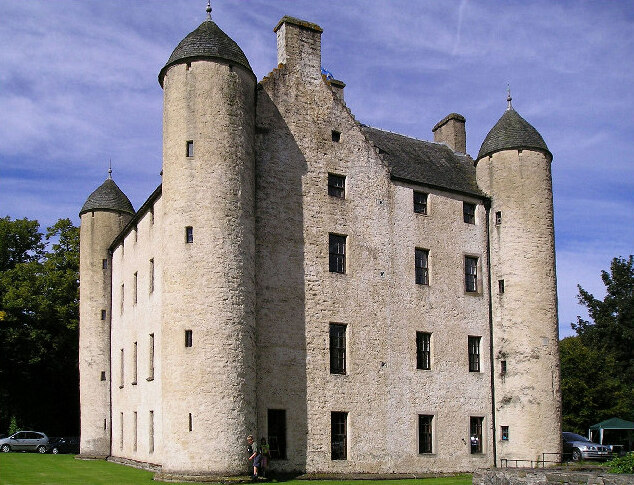
Methven Castle, där Margareta avled.

År 1524 kröntes Jakob V trots att han inte formellt myndighetsförklarats. Angus hade med hjälp från Henrik VIII kunnat ta sig tillbaka till Skottland, och tillsammans med 400 man belägrade han Edinburgh Castle, där Margareta och hennes son befann sig. Margareta lät befalla att kanoner skulle avfyras mot Angus, som tvingades häva belägringen och fly till ett av sina slott. Henrik VIII, och många med honom, var förfärad över att Margareta hade låtit avfyra vapen mot sin egen make. När det samtidigt framkom att hon öppet förälskat sig i en av sina befälhavare, den betydligt yngre Henry Stewart, och även sammanlevde med honom orsakade Margareta internationell skandal.
Margareta skilde sig från Angus 1527, och gifte då om sig med Henry Stewart, senare lord Methven. Angus hämnades genom att utnyttja att kungen fortfarande inte var myndigförklarad och med hjälp av några lorder i Jakobs uppvaktning kidnappa kungen och föra honom till Edinburgh Castle, som Angus lät stänga och göra stridsberett. Margareta vågade inte ta till vapen av rädsla att skada sin son, så kungen förblev i Angus förvar. Då den unge kungen flytt från Angus 1528, förenade han sig med modern och Methven, som under en tid blev hans huvudrådgivare. Angus flydde till England och tog med sig dottern, Margaret Douglas, som därför kom att växa upp vid det engelska hovet, trots att Margareta gjorde åtskilliga försök att få henne tillbaka.
Margaretas relation med sonen slutade i osämja. Då hon försökte arrangera ett möte mellan honom och hennes bror Henrik VIII, anklagade han henne för förräderi. Hans vägran att låta henne skiljas från Methven, som hade visat sig vara en än större äktenskapsbrytare än Angus och som även han lade beslag på alla Margaretas inkomster för att bekosta sina älskarinnor, skadade deras redan ansträngda relation ytterligare. Margareta dog på Methven Castle, i Perthshire i sviterna efter en hjärnblödning, och begravdes i klostret Carthusian Abbey of St John i Perth.

## Arvet efter drottning Margareta
Tillsammans med Angus fick Margareta en dotter, Margareta Douglas, som blev mor till Henry Stuart, Lord Darnley, vilken i sin tur senare gifte sig med drottning Maria Stuart av Skottland. Den engelska tronföljden gick genom henne, efter att hennes brors dynasti slutade med hans barnlösa dotter Elisabet I. Margaretas barnbarnsbarn blev Jakob I av England och grundade Stuartdynastin som skulle styra fram till 1714.

## Anfäder
|                 |  |  |  |  |  |  |  |                   |  |  |  |  |  |  |  |                     |  |  |  |  |  |  |  | Owen Tudor                        |
|                 |  |  |  |  |  |  |  |                   |  |  |  |  |  |  |  |                     |  |  |  |  |  |  |  |                                   |
|                 |  |  |  |  |  |  |  |                   |  |  |  |  |  |  |  | Edmund Tudor        |  |  |  |  |  |  |  |                                   |
|                 |  |  |  |  |  |  |  |                   |  |  |  |  |  |  |  |                     |  |  |  |  |  |  |  |                                   |
|                 |  |  |  |  |  |  |  |                   |  |  |  |  |  |  |  |                     |  |  |  |  |  |  |  | Katarina av Valois                |
|                 |  |  |  |  |  |  |  |                   |  |  |  |  |  |  |  |                     |  |  |  |  |  |  |  |                                   |
|                 |  |  |  |  |  |  |  | Henrik VII        |  |  |  |  |  |  |  |                     |  |  |  |  |  |  |  |                                   |
|                 |  |  |  |  |  |  |  |                   |  |  |  |  |  |  |  |                     |  |  |  |  |  |  |  |                                   |
|                 |  |  |  |  |  |  |  |                   |  |  |  |  |  |  |  |                     |  |  |  |  |  |  |  | John Beaufort, hertig av Somerset |
|                 |  |  |  |  |  |  |  |                   |  |  |  |  |  |  |  |                     |  |  |  |  |  |  |  |                                   |
|                 |  |  |  |  |  |  |  |                   |  |  |  |  |  |  |  | Margareta Beaufort  |  |  |  |  |  |  |  |                                   |
|                 |  |  |  |  |  |  |  |                   |  |  |  |  |  |  |  |                     |  |  |  |  |  |  |  |                                   |
|                 |  |  |  |  |  |  |  |                   |  |  |  |  |  |  |  |                     |  |  |  |  |  |  |  | Margaret Beauchamp av Bletso      |
|                 |  |  |  |  |  |  |  |                   |  |  |  |  |  |  |  |                     |  |  |  |  |  |  |  |                                   |
| Margareta Tudor |  |  |  |  |  |  |  |                   |  |  |  |  |  |  |  |                     |  |  |  |  |  |  |  |                                   |
|                 |  |  |  |  |  |  |  |                   |  |  |  |  |  |  |  |                     |  |  |  |  |  |  |  | Rikard av York                    |
|                 |  |  |  |  |  |  |  |                   |  |  |  |  |  |  |  |                     |  |  |  |  |  |  |  |                                   |
|                 |  |  |  |  |  |  |  |                   |  |  |  |  |  |  |  | Edvard IV           |  |  |  |  |  |  |  |                                   |
|                 |  |  |  |  |  |  |  |                   |  |  |  |  |  |  |  |                     |  |  |  |  |  |  |  |                                   |
|                 |  |  |  |  |  |  |  |                   |  |  |  |  |  |  |  |                     |  |  |  |  |  |  |  | Cecily Neville                    |
|                 |  |  |  |  |  |  |  |                   |  |  |  |  |  |  |  |                     |  |  |  |  |  |  |  |                                   |
|                 |  |  |  |  |  |  |  | Elizabeth av York |  |  |  |  |  |  |  |                     |  |  |  |  |  |  |  |                                   |
|                 |  |  |  |  |  |  |  |                   |  |  |  |  |  |  |  |                     |  |  |  |  |  |  |  |                                   |
|                 |  |  |  |  |  |  |  |                   |  |  |  |  |  |  |  |                     |  |  |  |  |  |  |  | Rikard Woodville                  |
|                 |  |  |  |  |  |  |  |                   |  |  |  |  |  |  |  |                     |  |  |  |  |  |  |  |                                   |
|                 |  |  |  |  |  |  |  |                   |  |  |  |  |  |  |  | Elizabeth Woodville |  |  |  |  |  |  |  |                                   |
|                 |  |  |  |  |  |  |  |                   |  |  |  |  |  |  |  |                     |  |  |  |  |  |  |  |                                   |
|                 |  |  |  |  |  |  |  |                   |  |  |  |  |  |  |  |                     |  |  |  |  |  |  |  | Jacquetta av Luxembourg           |
|                 |  |  |  |  |  |  |  |                   |  |  |  |  |  |  |  |                     |  |  |  |  |  |  |  |                                   |